# 135 км (колійний пост)
135 кіломе́тр — залізничний колійний пост Одеської дирекції Одеської залізниці на лінії Побережжя — Підгородна.
Розташований на півдні Первомайська Первомайського району Миколаївської області між станціями Первомайськ-на-Бузі (5 км) та Кінецьпіль (6 км).
На платформі зупиняються приміські поїзди.